# Listă de primați ai Bisericii Ortodoxe Române

## Mitropoliți-primați ai Bisericii Ortodoxe Române
- 1865 - 1875: Nifon Rusailă (1789-1875)
- 1875 - 1886: Calinic Miclescu (1822-1886)
- 1886 - 1893: Iosif Gheorghian (1829-1909)
- 1893 - 1896: Ghenadie Petrescu (1836-1918)
- 1896 - 1909: Iosif Gheorghian (1829-1909)
- 1909 - 1911: Atanasie Mironescu (1856-1931)
- 1912 - 1919: Conon Arămescu-Donici (1837-1922)
- 1919 - 1925: Miron Cristea

## Patriarhi ai Bisericii Ortodoxe Române
- 1925 - 1939: Miron Cristea
- 1939 - 1948: Nicodim Munteanu
- 1948 - 1977: Justinian Marina
- 1977 - 1986: Iustin Moisescu
- 1986 - 2007: Teoctist Arăpașu
- 2007 -    : Daniel Ciobotea